# MI8
MI8 (kurz für Military Intelligence, Section 8, deutsch „Militärische Aufklärung, Abteilung 8“) war im Zweiten Weltkrieg ein britischer Militärnachrichtendienst. Als eine Abteilung des Directorate of Military Intelligence (DMI) bestand seine Hauptaufgabe in der Funkaufklärung.

## Geschichte
Ursprünglich gegründet wurde MI8 bereits 1914 zu Beginn des Ersten Weltkriegs. Sein erster Leiter war Colonel (Oberst) Arthur Churchill. Er umfasste damals 65 Mitarbeiter und unterteilte sich in vier Unterabteilungen:
- MI8(a) Eigene Funkverfahren
- MI8(b) Überwachung der kabelgebundenen Kommunikation mit Sitz am General Post Office (GPO)
- MI8(c) Informationsgewinnung aus Zensur
- MI8(d) Zusammenarbeit mit den Kabelbetreibern

Im Ersten Weltkrieg wurden insbesondere die beiden wichtigen Telekommunikationsknoten Poldhu, nahe der Landspitze Poldhu Point im äußersten Südwesten Großbritanniens, und Clifden, an der irischen Westküste, durch den MI8 überwacht und die über die hier endenden Transatlantikkabel laufende Kommunikation abgehört.
Zu Beginn des Zweiten Weltkriegs war MI8 zuständig für den britischen Funkabhördienst Y Service, auch bezeichnet als War Office Y Group (W.O.Y.G.). Außerdem betreute er den freiwilligen Hilfsdienst, den Funkamateure des britischen Amateurfunkverbands Radio Society of Great Britain (RSGB) für ihr Land erbrachten. Bezeichnet als Radio Security Service (R.S.S.) trug dies wesentlich zu den britischen Kriegsanstrengungen bei.
Im Mai 1941 gingen MI8 und R.S.S. im britischen Auslandsgeheimdienst MI6, also dem Secret Intelligence Service (SIS), auf.